# Patrick Carman
Patrick Carman (Salem, 27 februari 1966) is een Amerikaanse auteur van boeken voor jonge volwassenen en kinderen.

## Auteur
Carman studeerde aan de Universiteit van Willamette. Na zijn studie werkte hij in de reclame, in de game design en de technologie. Hij begon in deze tijd met het schrijven van boeken,vooral jeugdboeken. Tegenwoordig woont hij in Walla Walla County met zijn vrouw Karen en zijn twee dochters. Als schrijver is hij onder meer schatplichtig aan auteurs als John Steinbeck, David James Duncan, Fjodor Dostojevski, Roald Dahl, Charles Dickens, J.R.R. Tolkien, Norman Maclean, Edgar Allan Poe en Richard Russo.

## Boeken
Het eerste boek dat Carman schreef was The Dark Hills Divide (2003) in wat later bekend zou worden als de Land of Elyon-trilogie. Vervolgens schreef hij de Atherton-reeks, die door een online-video-campagne begeleid werd. Carman probeerde hiermee een brug te slaan tussen technologie en boeken. De serie beschrijft de belevenissen rond een behekste baggermachine in het plaatsje Skeleton-Creek. De hoofdrollen in de video's werden gespeeld door de acteurs  Amber Larsen (Sarah Fincher), Tom Rowley (Ryan McCray) en Jim Michelson (Daryl Bonner). Ryan is na een ongeluk met een baggermachine aan bed gekluisterd en verstoken van contact met Sarah. In het geheim geeft hij haar informatie. Sarah zoekt intussen naar het geheim achter de behekste baggermachines en legt haar activiteiten vast op video.
Carman schreef hierna het boek Trackers, waarin een groep kinderen met behulp van computertechnologie raadsels oplost, die online zijn gezet door een meisje dat in een gevaarlijke online omgeving verkeert. Na dit boek werd Carman gevraagd deel te nemen aan de 39-clues-serie. Deze reeks werd geschreven door 39 auteurs, waaronder Carman. De andere auteurs zijn onder meer Rick Riordan, Gordon Korman, Peter Lerangis, Margaret Peterson Haddix, Linda Sue Park en Jude Watson.
Met de combinatie van het geschreven boek en computer-technologie probeerde Carman het lezen van boeken te stimuleren. Omdat de combinatie van boek en computer-technologie nieuw was trok Carman de aandacht van onder meer onderwijzers, bloggers en recensenten. De filmrechten van de Land of Elyon zijn inmiddels verkocht.

## Biografie

### The 39 Clues Serie
- The 39 Clues Book 5: The Black Circle (2009)

### Korte verhalen
- Thirteen Days to Midnight (2010)
- Laterica Fleming in my bed (2012)

#### The Land of Elyon Serie
- The Dark Hills Divide (2005)
- Beyond the Valley of Thorns (2005)
- The Tenth City (2006)
- Into the Mist (Prequel) (2007)
- Stargazer (2008)

#### Atherton Serie
- House of Power (2007)
- Rivers of Fire (2008)
- The Dark Planet (2009)

#### Elliot's Park Serie
- Saving Mister Nibbles (2008)
- Haunted Hike (2008)
- The Walnut Cup (2009)

#### Skeleton Creek Saga
- Skeleton Creek (2009)
- Ghost in the Machine (2009)
- The Crossbones (2010)
- The Raven (2011)

#### Trackers Serie
- Trackers #1 (2010)
- Trackers Book 2: Shantorian (2011)
- Trackers Book 3: Man Monster Splat (2012)

#### 3:15 Serie
- 3:15 (app) (2011)
- 3:15 Season One: Things That Go Bump in the Night (boek) (2011)

#### Dark Eden Serie
- Dark Eden (app) (2011)
- Dark Eden (boek) (2011)
- Dark Eden 2: Eve of Destruction (app) (2012)
- Dark Eden 2: Eve of Destruction (boek) (2012)

#### Floors Serie
- Floors Book 1 (2011)

#### Hoo's Serie
- Hoo like mine's (2012)

- Biblioteca Nacional de España: XX1778865
- Bibliothèque nationale de France: cb151086447 (data)
- Catàleg d'autoritats de noms i títols de Catalunya: 981058514247506706
- Gemeinsame Normdatei: 132973421
- International Standard Name Identifier: 0000 0000 7371 0936
- Library of Congress Control Number: n2004028681
- MusicBrainz: 76c56635-0fb2-4438-b384-ba247673ef0c
- Bibliotheek van het Japanse parlement: 01061607
- Nationale Bibliotheek van Tsjechië: xx0041427
- Nationale Bibliotheek van Israël: 987007303020805171
- Nederlandse Thesaurus van Auteursnamen: 318191423
- Système universitaire de documentation: 198601409
- Virtual International Authority File: 72568906
- WorldCat: E39PBJqQyhgGfJXQXxqkMV74MP